# تیلی السن
تیلی السن (انگلیسی: Tillie Olsen؛ ۱۴ ژانویه ۱۹۱۲ – January 1, 2007 (aged 94)) پدیدآور اهل ایالات متحده آمریکا بود. او استاد دانشگاه MIT است.
وی همچنین برندهٔ جوایزی همچون کمک‌هزینه گوگنهایم شده‌است.